# Nematobrachion boopis
Nematobrachion boopis är en kräftdjursart som först beskrevs av William Thomas Calman 1896.  Nematobrachion boopis ingår i släktet Nematobrachion och familjen lysräkor. Inga underarter finns listade i Catalogue of Life.